# Алофон (етнографія)
Алофон (грец. Ἄλλος «інший» і φωνή «звук») в широкому сенсі населення будь-якої держави, для якого рідною є недержавна (неофіційна) мова на території даної держави. Як правило, подібні групи населення формуються в ході недавньої масової імміграції в країну.

## Канадський контекст
У більш вузькому контексті канадського суспільства вживається як демографічний термін для позначення тих мешканців країни (за переписом 2001 р складових 17,1% населення), для яких ні англійська, ні французька мови не є рідними (ці дві мови є офіційними в Канаді). Термін вживається на противагу англомовним (англофони) (59,2%) або франкомовним (франкофони) - 23,7% групам. Термін широко вживається в обох офіційних мовах Канади, особливо у французькій, а також по всьому світу (наприклад, «hollandophone», «lusophone» і т.д; врахуйте, що за родами не змінюється).

### Асиміляція
З плином часу велика частина аллофонів Канади схильна до переходу на одну з офіційних мов країни (в деяких випадках на обидві). За межами офіційно франкомовного Квебека до 97,0% аллофонів згодом повністю або частково переходять на англійську мову. Це так звані англотропи, тобто Алофон, що віддають перевагу англійській. До них зазвичай належать вихідці з колишніх колоній США та Великої Британії (Індія, Пакистан, Філіппіни).
За рідкісним винятком (3,0%) складають деякі недавно прибулі Алофони африканського, франко-антильського і латиноамериканського походження в двомовних містах Оттава в Онтаріо і Монктон в Нуво-Брансвік, тобто там, де є франкомовні університети. У самому Квебеку, де єдиною офіційною з 1977 року є французька мова, мовні преференції аллофонів різноманітніші; вони поступово зсуваються у бік французької мови. Якщо на початку 1970-х франкотропи становили лише близько 20% аллофонів, а частка англотропів досягала 80%, то за даними останнього перепису 2006 року, до 75% недавніх іммігрантів схильні до переходу на французьку, а англійській віддають перевагу лише 25%, і ця частка продовжує падати. Подібний зсув багато в чому пояснює унікальною Імміграційною угодою Квебек-Канада, яку провінція уклала з федеральним урядом у 1991 р.